# Ciudad Bolívar (Bogota)
Ciudad Bolívar est le 19e district situé en périphérie sud de Bogota, capitale de la Colombie. Sa superficie est de 129,98 km2 et sa population de 658 477 habitants. Il s'agit de l'un des districts les moins développés économiquement de la ville.
Le quartier est l'un des plus affectés par la pandémie de Covid-19 en 2020.